# Arrondissement du Havre
L'arrondissement du Havre est une division administrative française, située dans le département de la Seine-Maritime et la région Normandie.

## Composition

### Composition avant 2015
Liste des cantons de l'arrondissement du Havre
- canton de Bolbec ;
- canton de Criquetot-l'Esneval ;
- canton de Fauville-en-Caux ;
- canton de Fécamp ;
- canton de Goderville ;
- canton de Gonfreville-l'Orcher ;
- canton du Havre-1 (et anciens cantons du Havre Est, Nord et Sud);
- canton du Havre-2 ;
- canton du Havre-3 ;
- canton du Havre-4 ;
- canton du Havre-5 ;
- canton du Havre-6 ;
- canton du Havre-7 ;
- canton du Havre-8 ;
- canton du Havre-9 ;
- canton de Lillebonne ;
- canton de Montivilliers ;
- canton d'Ourville-en-Caux ;
- canton de Saint-Romain-de-Colbosc ;
- canton de Valmont.

### Découpage communal depuis 2015
Depuis 2015, le nombre de communes des arrondissements varie chaque année soit du fait du redécoupage cantonal de 2014 qui a conduit à l'ajustement de périmètres de certains arrondissements, soit à la suite de la création de communes nouvelles. Le nombre de communes de l'arrondissement du Havre est ainsi de 176 en 2015, 174 en 2016 et 149 en 2017.
Au 1er janvier 2024, l'arrondissement groupe les 149 communes suivantes :
1. Alvimare
2. Ancretteville-sur-Mer
3. Angerville-Bailleul
4. Angerville-la-Martel
5. Angerville-l'Orcher
6. Anglesqueville-l'Esneval
7. Annouville-Vilmesnil
8. Auberville-la-Renault
9. Beaurepaire
10. Bec-de-Mortagne
11. Bénarville
12. Bénouville
13. Bernières
14. Beuzeville-la-Grenier
15. Beuzevillette
16. Bolbec
17. Bolleville
18. Bordeaux-Saint-Clair
19. Bornambusc
20. Bréauté
21. Bretteville-du-Grand-Caux
22. Cauville-sur-Mer
23. La Cerlangue
24. Cléville
25. Cliponville
26. Colleville
27. Contremoulins
28. Criquebeuf-en-Caux
29. Criquetot-le-Mauconduit
30. Criquetot-l'Esneval
31. Cuverville
32. Daubeuf-Serville
33. Écrainville
34. Écretteville-sur-Mer
35. Életot
36. Envronville
37. Épouville
38. Épretot
39. Épreville
40. Étainhus
41. Étretat
42. Fécamp
43. Fongueusemare
44. Fontaine-la-Mallet
45. Fontenay
46. Foucart
47. La Frénaye
48. Froberville
49. Gainneville
50. Ganzeville
51. Gerponville
52. Gerville
53. Goderville
54. Gommerville
55. Gonfreville-Caillot
56. Gonfreville-l'Orcher
57. Gonneville-la-Mallet
58. Graimbouville
59. Grainville-Ymauville
60. Grand-Camp
61. Gruchet-le-Valasse
62. Harfleur
63. Hattenville
64. Le Havre
65. Hermeville
66. Heuqueville
67. Houquetot
68. Lanquetot
69. Lillebonne
70. Limpiville
71. Lintot
72. Les Loges
73. Manéglise
74. Maniquerville
75. Manneville-la-Goupil
76. Mannevillette
77. Mélamare
78. Mentheville
79. Mirville
80. Montivilliers
81. Nointot
82. Norville
83. Notre-Dame-du-Bec
84. Octeville-sur-Mer
85. Oudalle
86. Parc-d'Anxtot
87. Petiville
88. Pierrefiques
89. Port-Jérôme-sur-Seine
90. La Poterie-Cap-d'Antifer
91. Raffetot
92. La Remuée
93. Riville
94. Rogerville
95. Rolleville
96. Rouville
97. Sainneville
98. Sainte-Adresse
99. Saint-Antoine-la-Forêt
100. Saint-Aubin-Routot
101. Saint-Eustache-la-Forêt
102. Saint-Gilles-de-la-Neuville
103. Sainte-Hélène-Bondeville
104. Saint-Jean-de-Folleville
105. Saint-Jean-de-la-Neuville
106. Saint-Jouin-Bruneval
107. Saint-Laurent-de-Brèvedent
108. Saint-Léonard
109. Saint-Maclou-la-Brière
110. Sainte-Marie-au-Bosc
111. Saint-Martin-du-Bec
112. Saint-Martin-du-Manoir
113. Saint-Maurice-d'Ételan
114. Saint-Nicolas-de-la-Taille
115. Saint-Pierre-en-Port
116. Saint-Romain-de-Colbosc
117. Saint-Sauveur-d'Émalleville
118. Saint-Vigor-d'Ymonville
119. Saint-Vincent-Cramesnil
120. Sandouville
121. Sassetot-le-Mauconduit
122. Sausseuzemare-en-Caux
123. Senneville-sur-Fécamp
124. Sorquainville
125. Tancarville
126. Terres-de-Caux
127. Thérouldeville
128. Theuville-aux-Maillots
129. Thiergeville
130. Thiétreville
131. Le Tilleul
132. Tocqueville-les-Murs
133. Tourville-les-Ifs
134. Toussaint
135. Trémauville
136. La Trinité-du-Mont
137. Les Trois-Pierres
138. Trouville
139. Turretot
140. Valmont
141. Vattetot-sous-Beaumont
142. Vattetot-sur-Mer
143. Vergetot
144. Villainville
145. Vinnemerville
146. Virville
147. Yébleron
148. Yport
149. Ypreville-Biville

## Démographie
En 2022, l'arrondissement comptait 384 798 habitants.
| 1968    | 1975    | 1982    | 1990    | 1999    | 2006    | 2011    | 2016    | 2021    |
| ------- | ------- | ------- | ------- | ------- | ------- | ------- | ------- | ------- |
| 370 917 | 394 281 | 396 289 | 403 852 | 403 652 | 398 428 | 395 099 | 387 520 | 383 996 |

| 2022    | - | - | - | - | - | - | - | - |
| ------- | - | - | - | - | - | - | - | - |
| 384 798 | - | - | - | - | - | - | - | - |

## Sous-préfets
| Période        | Période        | Identité                       | Fonction précédente | Observation |
| -------------- | -------------- | ------------------------------ | ------------------- | ----------- |
|                |                |                                |                     |             |
| 1885           |                | Alpinien Pabot-Chatelard       |                     |             |
|                |                |                                |                     |             |
| 1896           | 1901           | Alfred Cathala                 |                     |             |
|                |                |                                |                     |             |
|                |                | René Bouffet                   |                     |             |
|                |                |                                |                     |             |
| avril 1935     | octobre 1940   | Charles Périé                  |                     |             |
| octobre 1940   | mai 1942       | Maxime Picharnaud              |                     |             |
| mai 1942       | février 1943   | René Serre                     |                     |             |
| février 1943   | février 1944   | Pierre Guérin                  |                     |             |
| février        | mars 1944      | Eugène Simoneau                |                     |             |
| mai            | septembre 1944 | Paul Chaumeil                  |                     |             |
| septembre      | novembre 1944  | Pierre Callet                  |                     |             |
| -              | avril 1946     | Jacques Brunel                 |                     |             |
| avril 1946     | février 1954   | Roger Séverie                  |                     |             |
|                |                |                                |                     |             |
| 1993           | 1995           | Nicolas Jacquet                |                     |             |
| août 1995      | octobre 1999   | Charles-Henri Roulleaux-Dugage |                     |             |
| novembre 1999  | juillet 2003   | Richard Samuel                 |                     |             |
| septembre 2003 | novembre 2007  | Michel Schmidt de la Brélie    |                     |             |
| décembre 2007  | mars 2010      | Gilles Lagarde                 |                     |             |
| 2010           | 2015           | Pierre Ory                     |                     |             |
| août 2015      | octobre 2017   | François Lobit                 |                     |             |
| novembre 2017  | juillet 2019   | Marie Aubert                   |                     |             |
| août           | En cours       | Vanina Nicoli                  |                     |             |